# استفان وول
استفان وول (به فرانسوی: Stefan Wul) داستان‌نویس قرن بیستم میلادی اهل فرانسه بود.